# Торре-Сан-Джорджо
Торре-Сан-Джорджо (італ. Torre San Giorgio, п'єм. La Tor ëd San Giòrs) — муніципалітет в Італії, у регіоні П'ємонт,  провінція Кунео.
Торре-Сан-Джорджо розташоване на відстані близько 520 км на північний захід від Рима, 40 км на південь від Турина, 40 км на північ від Кунео.
Населення — 721 особа (2014).

## Демографія
Населення за роками:

Станом на 1 січня 2023 року в муніципалітеті офіційно проживало 28 іноземців з 8 країн, серед них 2 громадяни країн Євросоюзу.

## Сусідні муніципалітети
- Моретта
- Салуццо
- Скарнафіджі
- Вілланова-Соларо